# Stazione di Is Mizas
La stazione di Is Mizas era una fermata ferroviaria nel territorio comunale di Serdiana, lungo la ferrovia Cagliari-Isili.

## Storia
La fermata fu realizzata in posizione isolata nelle campagne tra Serdiana e Donori dalle Ferrovie Complementari della Sardegna, risultando in uso negli anni sessanta, sebbene come fermata a richiesta. Passata nel 1989 alle Ferrovie della Sardegna, la struttura fu operativa sino agli anni novanta, periodo in cui sulla Cagliari-Isili furono eseguiti vari interventi di rettifica del tracciato, uno dei quali portò alla costruzione di una variante a sud della fermata di Is Mizas, la quale fu quindi isolata dalla ferrovia e dismessa con l'attivazione del nuovo sedime, venendo successivamente disarmata e abbandonata.

## Strutture e impianti
Dopo la chiusura la fermata è stata privata dell'infrastruttura ferroviaria, che negli anni di utilizzo comprendeva il singolo binario di corsa (a scartamento ridotto da 950 mm) con annessa banchina, di cui permangono i resti in loco.

## Movimento
Lo scalo fu servito dai treni viaggiatori delle FCS ed in seguito delle FdS, benché esclusivamente come fermata a richiesta.